# Filcanje vune
Članak treba prepraviti u članak o filcanju vune.
"Filcanje vune" (ISBN 953-95299-0-5), knjižica koju su napisale Jelena Opačić-Matijević i Vesna Nedić i koju je u prosincu 2005. godine izdala Mirovna grupa Oaza iz Belog Manastira, pod pokroviteljstvom Ministarstva gospodarstva, rada i poduzetništva, u nakladi od 1.000 primjeraka, na 16 stranica (plus korice) formata A5, a u sklopu Radionice filcanja vune.
U knjižici je opisana tehnika filcanja vune i načini izrade različitih predmeta od filcane vune. Bogato je ilustrirana fotografijama u boji, na kojima se vidi ne samo kako se filca vuna, nego što se sve od takve vune može napraviti, tako da je ona ujedno i katalog unikatnih predmeta od filcane vune.
Naslovnu stranicu brošure krasi simpatični crtež ovčice, koji je nacrtao Ratimir Knežević. Zanimljivo je da ta brošura nema (inače uobičajene) brojeve stranica, nego se na dnu svake stranice nalazi kolona ovčica, pa ako netko želi znati koja je to stranica, mora prebrojati - ovčice (i pri tome ne zaspati).
Toj brošuri zagrebačka "hrvatska zagonetačka revija" Kvizorama, u 726. broju, posvetila je svoju zadnju stranicu, uvrstivši je u nagradnu skandi-križaljku. Na taj je zaista lijep način promovirana i brošura, i "Oaza", ali i Beli Manastir jer je jedno od nagradnih pitanja bilo: "Grad u Baranji, mjesto izdavanja knjige".